# (31576) Nandigala
1999 FF26 (asteroide 31576) é um asteroide da cintura principal. Possui uma excentricidade de 0.20019590 e uma inclinação de 3.31068º.
Este asteroide foi descoberto no dia 19 de março de 1999 por LINEAR em Socorro.